# Ioannis Khrissafis
Ioannis Khrissafis (en grec Ιωάννης Χρυσάφης, Atenes, 1873 – 12 d'octubre de 1932) va ser un gimnasta, professor i escriptor grec que va prendre part en els Jocs Olímpics de 1896, a Atenes. A banda de la seva activitat com a esportista fou un dels primers professors d'educació física a Grècia i va promocionar l'esport escolar per damunt de la competició esportiva. Va traduir al grec molts llibres de normatives esportives d'equip (futbol, bàsquet, voleibol) i va introduir el sistema suec de gimnàstica a Grècia.
Als Jocs de 1896 va disputar la prova de barres paral·leles per equip, formant part de l'equip Ethnikos Gymnastikos Syllogos, que finalitzà en la tercera posició final, per la qual cosa aconseguí una medalla de bronze.